# Монашинский
Монашинский —хутор в Новоузенском районе Саратовской области в составе сельского поселения Пограниченское муниципальное образование. 

## География
Находится на расстоянии примерно 36 километров по прямой на восток от районного центра города Новоузенск.

## История
Официальная дата основания 1830 год.

## Население
Постоянное население составило 11 человек (82% казахи) в 2002 году, 11 в 2010.